# Stawell Airport
Stawell Airport är en flygplats i Australien. Den ligger i kommunen Northern Grampians och delstaten Victoria, omkring 210 kilometer nordväst om delstatshuvudstaden Melbourne.
Runt Stawell Airport är det mycket glesbefolkat, med 3 invånare per kvadratkilometer.. Närmaste större samhälle är Stawell, nära Stawell Airport. 
Trakten runt Stawell Airport består till största delen av jordbruksmark. Genomsnittlig årsnederbörd är 777 millimeter. Den regnigaste månaden är juli, med i genomsnitt 125 mm nederbörd, och den torraste är januari, med 25 mm nederbörd.